# District de Cusco
Le district de Cusco est l'un des huit districts de la province de Cusco.
Il fait partie de l'aire urbaine de la ville éponyme, Cuzco.